# Diplycosia haemantha
Diplycosia haemantha är en ljungväxtart som beskrevs av Herman Otto Sleumer. Diplycosia haemantha ingår i släktet Diplycosia och familjen ljungväxter. Inga underarter finns listade i Catalogue of Life.